# Banco de Poupança e Crédito
O Banco de Poupança e Crédito (BPC) é uma instituição financeira angolana, sob a forma de empresa pública, com patrimônio próprio e autonomia administrativa com sede em Luanda, e com filiais em todo o território nacional. É vinculado ao Ministério das Finanças.
Seu capital é formado por participações do Estado angolano (que tem como representante o Ministério das Finanças), do Instituto Nacional de Segurança Social e da Caixa de Segurança Social das Forças Armadas Angolanas.
É o maior dos bancos de Angola, tendo também a maior rede de agências do país.

## História

### Fundação
O BPC surgiu de uma instituição chamada "Banco Comercial de Angola SARL" (BCA) tornando-se a primeira instituição financeira com vocação estrita para banco comercial na colónia, em 24 de janeiro de 1956. Seu capital era constituído por uma participação majoritária do Banco Português do Atlântico (atual Banco Comercial Português) e uma minoritária do Banco Belga de África, uma filial do Banco de Bruxelas (atual ING Belgique, subsidiário do ING Group).
No princípio teve a sua sede administrativa em Lisboa, na avenida Fontes Pereira de Melo, 19-2º, e a sede operacional em Luanda, na rua Rainha Ana de Sousa Ginga, onde actualmente se encontra a funcionar o Centro de Imprensa Aníbal de Melo. O BCA transferiu definitivamente sua sede para Luanda em 28 de janeiro de 1967, por ocasião da comemoração do seu décimo aniversário.
Em 1971, o Banco Português do Atlântico e o britânico Barclays fizeram uma comutação de ações, com o primeiro recebendo a totalidade das agências do Barclays Bank de Moçambique, que passariam a operar sob a bandeira Banco Comercial de Angola (a representação moçambicana do BCA posteriormente foi fundida com várias instituições para constituir o Banco de Moçambique), enquanto que o segundo receberia parte das ações do BCA.

### Nacionalização
Antes da expropriação e nacionalização de qualquer banco em Angola, a ação de 14 de agosto de 1975, conhecido como a "tomada da banca", colocou sob controlo direto da administração portuguesa em Angola a banca privada. Isso ocorreu após as alterações do cenário político operado em Portugal, com o movimento dos capitães do 25 de Abril de 1974, que culminou com a queda do regime do Estado Novo, produzindo mudanças significativas nas colónias; em Angola houve a proclamação da independência, em 11 de novembro de 1975. Como consequência da iminência deste importante acontecimento, antes da proclamação, houve fuga e evasão de capitais monetários para o estrangeiro.
Face à situação em que se vivia foi criado, pelo despacho conjunto nº 80/75 dos Ministérios do Planeamento, das Finanças e da Economia, a "Comissão Coordenadora da Actividade Bancária" (CCAB), passando os bancos comerciais a serem geridos por comissões de gestão. A CCAB dirigiu os destinos da banca até que foram confiscados os activos e passivos do Banco de Angola (BdA) e transformado em Banco Nacional de Angola (BNA). Após esse curto, porém cauteloso, período de transição, a lei nº 70/76, de 10 de novembro de 1976, nacionaliza e transforma o BCA em "Banco Popular de Angola" (BPA).

### Abertura financeira
O decreto nº. 47/91, de 16 de agosto de 1991 mudou a denominação do BPA, que passou a chamar-se de "Banco de Poupança e Crédito" (BPC).
A partir de 11 de julho de 1997, por intermédio da lei nº 5/97, chamada "lei cambial e da das instituições financeiras", houve o fim monopólio do Estado no sector financeiro, havendo a abertura comercial. Assim, o sistema bancário nacional, a partir de 1997, passou a ser composto por um banco central e dois bancos comerciais angolanos constituídos sob forma de sociedades anónimas de capitais públicos - o BPC e o Banco de Comércio e Indústria (BCI).